# NGC 3966
NGC 3966 (другие обозначения — NGC 3986, UGC 6920, MCG 5-28-53, ZWG 157.58, IRAS11541+3217, PGC 37544) — спиральная галактика в созвездии Большой Медведицы. Открыта Генрихом Луи Д'Арре в 1864 году.
Наиболее вероятно, что этот объект до этого наблюдал Джон Гершель в 1827 году. В таком случае обозначение NGC 3986 также относится к ней, и она занесена в Новый общий каталог дважды.
Макс Вольф неверно идентифицировал галактику IC 2981 как NGC 3966.
Возможным спутником галактики является IC 2978, вместе они составляют парную галактику. Представляет собой галактику позднего типа, повёрнутую к нам ребром.
Галактика NGC 3986 входит в состав группы галактик NGC 3995. Помимо NGC 3986 в группу также входят ещё 10 галактик.